# 粟屋氏
粟屋氏（あわやし、あわやうじ）は、日本の氏族。清和源氏義光流の武家で、活躍した下記の一族が著名。
1. 安芸粟屋氏　安芸国の戦国大名・毛利氏に仕えた。後に長州藩士となり、明治維新を迎えた。
2. 若狭粟屋氏　若狭国の戦国大名・若狭武田氏に仕えた。

## 安芸粟屋氏
清和源氏の一族で、源義光（新羅三郎）を祖とする。その子孫は甲斐源氏として甲斐国を中心に活動したが、その中の一人・安田義定は、源頼朝の御家人として活躍。しかし後に甲斐源氏の内訌を画策した頼朝の手によって謀反の罪を着せられ、暗殺された。その子安田義資も頼朝の手によって暗殺されたが、義資の孫にあたる安田元義が、大江氏に仕えて存続した。
安田氏はその後も大江氏に仕えたが、鎌倉時代に在住している常陸国粟屋の地名を取って粟屋を称したとされる。
南北朝時代に入ると、大江氏の一族で毛利氏当主・毛利時親が南朝：延元元年/北朝：建武3年（1336年）に安芸国に下向した際に同行して安芸国に入った。これが安芸粟屋氏の始まりである。安芸に土着後、国人領主としての活動を開始し、一部は安芸武田氏にも仕えた。
毛利元就が当主となった頃の粟屋氏の当主は粟屋元国であった。一族は毛利氏に従って各々中国地方各地を転戦し、毛利氏の勢力拡大に多大なる貢献をした。その中でも粟屋元親は毛利隆元の信任を得て、五奉行の一人となった。
慶長5年（1600年）の関ヶ原の戦いの後、毛利氏が防長二国に移封されると粟屋氏も安芸国を離れて長州藩に仕えた。粟屋氏の一族は寄組に4,915石、691石の二家、大組に400石以上の禄高の家が五家あり、他に四十数家の庶子家がある。江戸時代を通じて一族は繁栄し、明治維新に至った。

## 系図

### 安芸粟屋氏
```
 
源義光

　 ┣━━━┳━━━┳━━━┓
　
義業
　　
実光
　　
義清
　  
盛義

　 　　　　　　　　┣━━━┓
　　　　　　　　　
清光
　
方原師光

 　　　　┏━━━━╋━━━━┳━━━━━┳━━━━━┓
　　　
逸見光長
　
武田信義
　
安田義定
　 
加賀美遠光
 　
浅利義遠

 　　　　　　　　　　　　　　┃
　　　　　　　　　　　　　　
義資

 　　　　　　　　　　　　　　┣━━━┳━━━┓
　　　　　　　　　　　　　　
義高
　　
義広
　　
義継

 　　　　　　　　　　　　　　　　　　　　　　┃
　　　　　　　　　　　　　　　　　　　　　
粟屋元義
(粟屋氏初代)
 　　　　　　　　　　　　　　　　　　　　　　┣━━━┓
　　　　　　　　　　　　　　　　　　　　　　
義量
　　
義純

 　　　　　　　　　　　　　　　　　　　　　　　　　　┃
　　　　　　　　　　　　　　　　　　　　　　　　　　
義行

 　　　　　　　　　　　　　　　　　　　　　　　　　　┃
　　　　　　　　　　　　　　　　　　　　　　　　　　
親義

 　　　　　　　　　　　　　　　　　　　　　　　　　　┃
　　　　　　　　　　　　　　　　　　　　　　　　　　
親朝

 　　　　　　　　　　　　　　　　　　　　　　　　　　┃
　　　　　　　　　　　　　　　　　　　　　　　　　　
茂義

 　　　　　　　　　　　　　　　　　　　　　　　　　　┃
　　　　　　　　　　　　　　　　　　　　　　　　　　
春義

 　　　　　　　　　　　　　　　　　　　　　　　　　　┣━━━┓
　　　　　　　　　　　　　　　　　　　　　　　　　　
房義
　　
義之

 　　　　　　　　　　　　　　　　　　　　　　　　　　┃　　　┗━━━━━━━━━━━━━━━┓
　　　　　　　　　　　　　　　　　　　　　　　　　　
房朝
　　　　　　　　　　　　　　　　　　 ￤
 　　　　　　　　　　　　　　　　　　　　　　　　　　┣━━━┓　　　　　　　　　　　　　　　￤
　　　　　　　　　　　　　　　　　　　　　　　　　　
元朝
　　
元利
 　　　　　　　　　　　　　　￤
 　　　　　　　　　　　　　　　　　　　　　　　　　　┃　　　┣━━━┓　　　　　　　　　　　￤
　　　　　　　　　　　　　　　　　　　　　　　　　　
元好
　　
元恒
　　
就成
　　　　　　　　　　 ￤
 　　　　　　　　　　┏━━━┳━━━┳━━━┳━━━┫　　　┃　　　　　　　　　　　　　　　￤
　　　　　　　　　　
元国
　　
元方
　　
元重
　　
就幸
　　
元房
　　
元直
　　　　　　　　　　　　　　
元秀

 　　　　　　　　　　┏━━━┫　　　┃　　　　　　　　　　　┃　　　　　　　　　　　　　　　┠----------┐
　　　　　　　　　　
元種
　　
盛忠
　　
就方
　　　　　　　　　　
元喜
　　　　　　　　　　　　　　
元宗
　　　　 ￤
 　　┌━━━┳━━━┫　　　　　　　┣━━━┓　　　　　　　┣━━━┳━━━┓　　　　　　　┃　　　　　￤
　　
元貞
　　
元信
　
新見景行
　　　　　
元相
　 
五兵衛
　　　　 　
元信
　　
就幸
　　
光真
　　　　　　
元通
　　　　
元親

　　 ┃　　　　　　　┃　　　  ┏━━╋━━┳━━┳━━┓　　┃　　　　　　　　　　┏━━━━┫　　　　　┣━━━┓
　　
就貞
　　　　　
粟屋隆宣
　
木工允
　
隆方
　
元智
　
就信
　
隆良
　
就恒
　　　　　　　　
堅田元慶
　　
元定
　　　　
元著
　　
元信
```

### 宍戸系粟屋氏
```
宍戸元秀
　
　 ┣━━━━┳━━━━━┳━━━━━┳━━━━━┳━━━━━┓
　
元続
　　
内藤元盛
　　
宍戸元真
　　
粟屋孝春
　　
河野通軌
　　　
元可

 　┣━━┓　┗━┳━━━┓　　　　　│
　
広匡
　
就俊
　　
元珍
　　元豊→→→
粟屋元豊
```

## 若狭粟屋氏
若狭国守護職で戦国大名の若狭武田氏に家臣として仕えていたが、何時の頃に若狭国へ進出したのかは不明。上記の安芸粟屋氏の一族が安芸武田氏に仕えており、その関係で同族であった若狭武田氏に仕えたと推測される。若狭武田家臣では同じく甲斐源氏の流れを汲む逸見氏ともに重臣であった。
戦国期に若狭武田家中に粟屋を称する人間は多数いるものの、その系譜は不明であり、詳細については不明点が多い。戦国時代の到来を告げた応仁の乱の頃の在京奉行人であった粟屋賢家は、長享元年（1487年）から始まる長享・延徳の乱にも出陣、武田元信の側近として先陣を承るなど活躍した。その子、粟屋親栄も古典文芸に親しむ風流人で、若狭武田氏の重臣として活動。しかし、永正4年（1507年）に討死した。 親栄の子、粟屋勝春も重臣として活躍したが、天文4年（1535年）に討死を遂げるなど、一族は武田氏のために命を散らした。
粟屋勝隆の従兄弟であった粟屋元隆は、天文7年（1538年）に突如として謀反を起こし、天文11年（1542年）、三好政長、三好長慶、遊佐長教率いる細川晴元・畠山稙長と木沢長政が河内国で戦った太平寺の戦いで木沢方に味方して討死した。
戦国時代に入り、弱体化を続ける若狭武田氏の当主武田義統は、永禄年間に勢力回復を狙って越前国朝倉氏に支援を求め、その軍勢を若狭に入れようと図った。そのため若狭粟屋氏の一族であった粟屋勝久は、義統の子である武田元明を擁立して謀反を起こし、朝倉支配に抵抗した。勝久は越前国国境に近い国吉城を修築して居城としており、攻め寄せる朝倉氏と激闘を繰り広げ、その軍勢を何度も撃退する。しかし永禄11年（1568年）に主君の武田元明が朝倉氏に降伏し、元明は越前国へと拉致される事態となる。それ以降も勝久は朝倉氏への従属を拒否して徹底抗戦を貫き、天正元年（1573年）頃より若狭国を支配下に置いた織田信長に服属した。同年8月の越前攻めでは、一乗谷一番乗りの武勲をたて、幽閉されていた旧主の武田元明を救出した。
武田元明の助命は叶ったものの、元明の若狭国復帰はならず、勝久は若狭国を領した丹羽長秀の与力となった。天正10年（1582年）の本能寺の変の後は、豊臣秀吉に仕えた。勝久の孫・粟屋助太夫は慶長19年（1614年）から始まる大坂の陣にも豊臣方として参戦。大坂落城後は藤堂高虎の家臣となった。
もう一人の孫の粟屋勝長は、臼杵藩の稲葉氏に仕え、家老職を務めた。子孫は引き続き臼杵藩稲葉氏に仕えて明治維新を迎えた。
なお、粟屋元隆の娘は勧修寺晴右に嫁いでおり、この系統は現皇室にも繋がっている。

## 系図
若狭粟屋氏
```
　　粟屋繁■(不明)
 　　　┣━━┓
　　　
賢家
　
国春

　　　 ┣━━━━━┳━━━━┓
 　
笑鴎軒宗怡
　
笑鴎軒宗運
 　
親栄

 　　　┃　　　　　　　　　　┃
　　　
元隆
　　　　　　　　　
勝春

 　　　┝━━━━┓
 　　　￤　　　　娘＝
勧修寺晴右

　　　
勝久
(元隆の子？)
 　　　┣━━┓
　　　 某　  某
 　　　┃　　┃
　　 
助太夫
 
勝長
```